# Hadena albicincta
Hadena albicincta är en fjärilsart som beskrevs av Metschl. 1925. Hadena albicincta ingår i släktet Hadena och familjen nattflyn. Inga underarter finns listade i Catalogue of Life.